# Meseista
Meseista (macedónul: Мешеишта) település Észak-Macedóniában, a Délnyugati körzet Debarcai járásában.

## Népesség
| Lakosok száma | 1464 | 1595 | 1675 | 1586 | 1453 | 1269 | 904  | 779  | 599  |
|               | 1948 | 1953 | 1961 | 1971 | 1981 | 1991 | 1994 | 2002 | 2021 |

2002-ben 779 lakosa volt, akik közül 776 macedón, 1 vlach és 2 más nemzetiségű.